# 요코타 기사부로
요코타 기사부로(일본어: 横田 喜三郎, 1896년 8월 6일~1993년 2월 17일)는 일본의 법학자다. 전공은 국제법이다.

## 생애
1896년 아이치현에서 농사를 지으며 기모노 장사를 하는 집안에서 셋째 아들로 태어났다. 고등소학교를 졸업한 뒤 집안일을 도우면서 공부를 했고 나고야 중학교 3학년으로 편입했다. 이후 제팔고등학교를 거쳐 1922년 3월 도쿄제국대학(지금의 도쿄 대학) 법학부 정치학과를 졸업했다. 이후 모교에서 조수로 일하다가 1924년 4월에 조교수, 1930년 3월에 교수가 되었다. 교수가 된 해에 런던 해군 군축 회담 일본 정부 대표단 수행원으로 참가했는데 전권수석대표인 와카쓰키 레이지로의 보좌역을 맡았다.
요코타는 마르크스주의 독서회인 베를린 사회과학연구회에 참여하는 등 사회주의적 색채를 보였다. 이는 군부의 미움을 사는 이유가 되었는데 1931년 만주사변이 발생하자 이를 자위권 범주를 일탈한 것이라 비판하면서 군부의 눈밖에 나게 됐다. 1930년~1931년에 걸쳐 『국가학회 잡지』에 한스 켈젠의 순수법학을 옹호하는 입장을 견지하며 미노베 다쓰키치와 논쟁을 벌였다. 전후인 1945년 9월 「국제재판의 본질」이라는 논문을 쓰고 도쿄제국대학에서 법학 박사 학위를 받았다.
1945년 전후 처리를 위해 열린 극동국제군사재판이 법적으로 미비한 부분이 있음을 인정하면서도 재판 자체에 대해선 긍정적인 평가를 내렸다. 이를 바탕으로 「국제법의 혁명」이라는 논문도 썼다. 또한 번역 책임자로서 재판에 참여도 했다. 1948년 12월에는 도쿄대학 법학부장이 되었고 1949년 10월에 일본 학사원 회원이 되면서 일본 국제법학계를 주도하는 위치에까지 오르게 되었다.
1949년 『천황제』를 쓰면서 적극적으로 천황제 부정론을 제창했다. 1957년 3월 도쿄 대학 교수에서 퇴직한 뒤 1961년까지 유엔 국제법 위원회 위원으로 활동했다. 1958년 8월 일본 유네스코국내위원회 위원이 되었고 다음 해에는 부위원장이 되어 1961년까지 재직했다.
1960년 최고재판소 장관이 되었다. 취임식 때 법정의 질서 유지와 재판의 촉진을 강조했다. 전임 장관인 다나카 고타로 때 부상한 최고재판소 기구 개혁안에 대해선 부정적이었다. 요코타는 "애초에 개혁 문제가 일어나는 건 사건 처리가 늦어지기 때문이다. 빨리 처리하면 문제는 자연 소멸한다"라며 최고재판소 재판관에겐 빠른 재판을, 조사관들에겐 빠른 준비 조사를 요구했다. 이 노력이 효과를 봐서 요코타가 장관에서 퇴임할 무렵엔 대법정과 소법정에 계류된 사건이 60%나 감소했다. 또한 최고재판소 인사에도 신경을 써서 내각이 인사에 관한 최고재판소의 의향을 존중할 것을 요구했다.
1962년 11월 28일 대법정 재판장으로서 제3자 소유물 몰수 사건에 판결을 내렸다. 이 과정에서 피의자 이외의 제3자의 소유물에 대해 고지·청문 기회를 부여하지 않고 당해 물건을 몰수하도록 규정한 「관세법」은 「일본국 헌법」 제29조 및 제31조에 위반된다며 위헌 판결을 함께 내렸다.
최고재판소 장관이라는 정부 고관에 취임한 뒤에는 과거 자신이 천황제를 부정했던 사실을 은폐하고자 했다. 특히 자신의 지위를 이용해서 도쿄도내에 있는 고서점에서 자신이 천황제 부정론을 제창하며 썼던 『천황제』를 모조리 수집했던 일화는 유명하다.
1966년 8월 최고재판소 장관에서 정년 퇴직했으며 11월에 훈1등 욱일대수장을 수훈했다. 1975년 11월엔 문화공로자가 되었고 1977년 4월엔 훈1등 욱일동화대수장을 수훈했다. 1981년 문화훈장을 수훈했으며 1983년 12월에는 감수포장을 수훈했다. 1990년 10월 국제과학기술재단 회장이 되었다.
1993년 2월 사망했다. 사후에 종2위에 추서됐다.

## 참고 문헌
- 野村二郎 (1986). 《最高裁全裁判官：人と判決》 (일본어). 三省堂. ISBN 9784385320403.
- 野村二郎 (2004). 《日本の裁判史を読む事典》 (일본어). 自由国民社. ISBN 9784426221126.
- 山本祐司 (1997). 《最高裁物語（上）》 (일본어). 講談社+α文庫. ISBN 9784062561921.
- 片桐庸夫 (2018). 《横田喜三郎――現実主義的平和論の軌跡》 (일본어). 藤原書店. ISBN 9784865781861.
- 中西輝政; 福田和也 (2005). 《皇室の本義 日本文明の核心とは何か》 (일본어). PHP研究所. ISBN 9784569639888.

| 전임 다나카 고타로 | 제3대 최고재판소 장관 1960년 10월 25일~1966년 8월 5일 | 후임 요코타 마사토시 |